# Metacarcinus
Metacarcinus is een geslacht van kreeftachtigen uit de klasse van de Malacostraca (hogere kreeftachtigen).

## Soorten
- Metacarcinus anthonyi (Rathbun, 1897)
- Metacarcinus edwardsii (Bell, 1835)
- Metacarcinus gracilis (Dana, 1852)
- Metacarcinus magister (Dana, 1852)
- Metacarcinus novaezelandiae (Hombron & Jacquinot, 1846)